# Châtillon-en-Dunois
Châtillon-en-Dunois és un municipi francès, situat al departament de l'Eure i Loir i a la regió de Centre – Vall del Loira. L'any 2007 tenia 749 habitants.

## Demografia

### Població
El 2007 la població de fet de Châtillon-en-Dunois era de 749 persones. Hi havia 307 famílies, de les quals 96 eren unipersonals (60 homes vivint sols i 36 dones vivint soles), 107 parelles sense fills, 88 parelles amb fills i 16 famílies monoparentals amb fills.
La població ha evolucionat segons el següent gràfic:
Habitants censats

### Habitatges
El 2007 hi havia 441 habitatges, 316 eren l'habitatge principal de la família, 80 eren segones residències i 44 estaven desocupats. 435 eren cases i 3 eren apartaments. Dels 316 habitatges principals, 256 estaven ocupats pels seus propietaris, 55 estaven llogats i ocupats pels llogaters i 6 estaven cedits a títol gratuït; 1 tenia una cambra, 16 en tenien dues, 78 en tenien tres, 90 en tenien quatre i 132 en tenien cinc o més. 268 habitatges disposaven pel capbaix d'una plaça de pàrquing. A 130 habitatges hi havia un automòbil i a 148 n'hi havia dos o més.

### Piràmide de població
La piràmide de població per edats i sexe el 2009 era:
| Homes | Edats   | Dones |
| ----- | ------- | ----- |
| 0     | 95 o +  | 1     |
| 4     | 90 a 94 | 0     |
| 12    | 85 a 89 | 10    |
| 5     | 80 a 84 | 8     |
| 19    | 75 a 79 | 41    |
| 19    | 70 a 74 | 25    |
| 31    | 65 a 69 | 11    |
| 25    | 60 a 64 | 27    |
| 15    | 55 a 59 | 16    |
| 28    | 50 a 54 | 29    |
| 27    | 45 a 49 | 24    |
| 26    | 40 a 44 | 15    |
| 10    | 35 a 39 | 17    |
| 32    | 30 a 34 | 20    |
| 17    | 25 a 29 | 24    |
| 6     | 20 a 24 | 14    |
| 27    | 15 a 19 | 5     |
| 18    | 10 a 14 | 21    |
| 11    | 5 a 9   | 9     |
| 15    | 0 a 4   | 25    |

## Economia
El 2007 la població en edat de treballar era de 448 persones, 336 eren actives i 112 eren inactives. De les 336 persones actives 310 estaven ocupades (184 homes i 126 dones) i 26 estaven aturades (8 homes i 18 dones). De les 112 persones inactives 53 estaven jubilades, 30 estaven estudiant i 29 estaven classificades com a «altres inactius».

### Ingressos
El 2009 a Châtillon-en-Dunois hi havia 327 unitats fiscals que integraven 757,5 persones, la mediana anual d'ingressos fiscals per persona era de 16.633 €.

### Activitats econòmiques
Dels 25 establiments que hi havia el 2007, 1 era d'una empresa alimentària, 3 d'empreses de fabricació d'altres productes industrials, 11 d'empreses de construcció, 2 d'empreses de comerç i reparació d'automòbils, 1 d'una empresa de transport, 1 d'una empresa d'hostatgeria i restauració, 1 d'una empresa financera, 2 d'empreses immobiliàries, 2 d'empreses de serveis i 1 d'una empresa classificada com a «altres activitats de serveis».
Dels 14 establiments de servei als particulars que hi havia el 2009, 1 era una oficina bancària, 2 tallers de reparació d'automòbils i de material agrícola, 5 paletes, 3 fusteries, 2 lampisteries i 1 restaurant.
Dels 2 establiments comercials que hi havia el 2009, 1 era una botiga de menys de 120 m² i 1 una fleca.
L'any 2000 a Châtillon-en-Dunois hi havia 50 explotacions agrícoles que ocupaven un total de 2.184 hectàrees.

## Equipaments sanitaris i escolars
El 2009 hi havia una escola elemental.

## Poblacions més properes
El següent diagrama mostra les poblacions més properes.